# Flaga powiatu leskiego
Flaga powiatu leskiego – jeden z urzędowych symboli powiatu leskiego w postaci flagi.

## Opis flagi
Flagę stanowi płat czerwony w proporcjach 5:8, w którego części środkowej umieszczone centralnie godło powiatu. Godłem herbowym powiatu leskiego jest wizerunek dwugłowego orła barwy srebrnej (białej) o złotych dziobach i językach, z uniesionymi głowami i skrzydłami, umieszczonego pod królewską koroną otwartą barwy złotej. Poniżej orła położona jest falowana wstęga barwy srebrnej (białej). Wizerunek godła heraldycznego stanowi uszczerbienie znaku ziemi przemyskiej.  Złotego orła dwugłowego odmieniono poprzez zmianę tynktury na srebrną oraz uszczerbiono przez odjęcie nóg oraz ogona. Falowana wstęga jest elementem wywiedzionym z lokalnej tradycji historycznej jako symboliczne nawiązanie do rzeki San. Całość osadzona została w polu tarczy późnogotyckiej o barwie czerwonej.

## Barwy
Barwy flagi wywiedzione zostały z tynktury herbu i stanowią je barwa czerwona, biała, żółta oraz czarna.

## Ustanowienie
Flaga została ustanowiona przez Radę Powiatu Leskiego 17 lipca 2025 r.

## Informacje

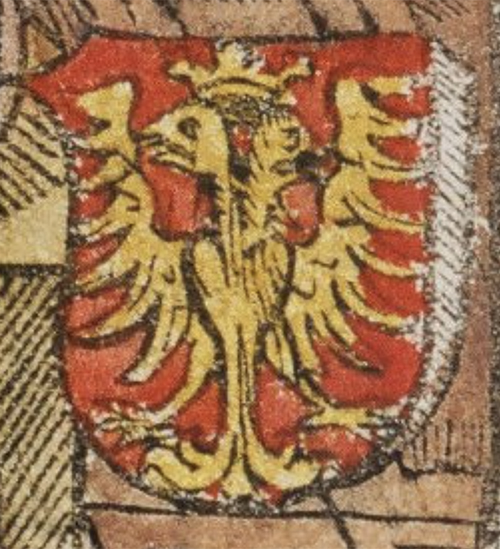
Herb ziemi przemyskiej 1506

Utworzony w roku 2001 powiat leski był jedynym z powiatów województwa podkarpackiego, który nie posiadał samorządowych symboli tożsamościowych. Pierwsze opracowanie katalogu symboli przygotował w roku 2019 Aleksander Bąk, heraldyzer-weksylograf, specjalista projektowania heraldyki samorządowej oraz grafiki użytkowej. Nowy wzór herbu powiatu leskiego został wywiedziony z przedstawienia herbu ziemi przemyskiej utrwalonego w królewskim egzemplarzu Statutu Łaskiego, przechowywanym w zasobach Archiwum Głównego Akt Dawnych.
W toku konsultacji, przeprowadzonych w ramach urzędowej procedury opiniowania symboli, Komisja Heraldyczna nie zgodziła się na wprowadzenie herbu z czerwonym polem tarczy. W maju roku 2020 Minister Spraw Wewnętrznych i Administracji wydał pozytywną opinię w sprawie wzorów herbu oraz flagi, bannera i sztandaru z wizerunkiem uszczerbionego srebrnego (białego) orła dwugłowego pod złotą (żółtą koroną) ponad złotą (żółtą) falowaną wstęgą umieszczonego na polu barwy błękitnej. Rada Powiatu Leskiego odstąpiła jednak od ich ustanowienia.
W roku 2024 Starostwo Powiatowe w Lesku podjęło ponownie procedurę ustalenia wzorów symboli samorządowych. Do zaopiniowania przedstawiono projekt herbu o polu czerwonym z wizerunkiem uszczerbionego orła dwugłowego barwy srebrnej (białej) pod złotą (żółtą) koroną, umieszczonego ponad falowaną wstęgą barwy srebrnej (białej). Dla potrzeb procedury przygowana została przez Aleksandra Bąka eksplikacja autorska z uzasadnieniem zasadności wprowadzenia w herbie powiatu leskiego czerwonej barwy jego pola. 3 czerwca 2025 roku Minister Spraw Wewnętrznych i Administracji wyraził pozytywną opinię w sprawie projektów herbu, flag, baneru, sztandaru, pieczęci i Odznaki Honorowej Powiatu Leskiego na podstawie Uchwały Komisji Heraldycznej z dnia 28 marca 2025 roku. Komisja Heraldyczna w uzasadnieniu do uchwały stwierdziła, iż herb o polu czerwonym można uznać za spełniający kryteria ustawowe.